# Tepuihyla celsae
Tepuihyla celsae är en groddjursart som beskrevs av Mijares-Urrutia, Manzanilla och La Marca 1999. Tepuihyla celsae ingår i släktet Tepuihyla och familjen lövgrodor. IUCN kategoriserar arten globalt som otillräckligt studerad. Inga underarter finns listade i Catalogue of Life.